# Xiang Zhongfa
 (février 2024).
Si vous disposez d'ouvrages ou d'articles de référence ou si vous connaissez des sites web de qualité traitant du thème abordé ici, merci de compléter l'article en donnant les références utiles à sa vérifiabilité et en les liant à la section « Notes et références ».
Xiang Zhongfa (向忠发) (1879 – 24 juin 1931) est un dirigeant du Parti communiste chinois (PCC) qui fut Secrétaire général du Parti communiste chinois, fut arrêté et exécuté par le Guomindang (GMD).

## Biographie
(décembre 2023).

### Origines
Xiang est né dans une famille pauvre à Shanghai en 1879. Il quitte l’école élémentaire pour déménager avec ses parents sur le lieu de ses ancêtres au Hubei. À l’âge de 14 ans il devient apprenti dans un arsenal de Hanyang, un district de Wuhan. Quand l’arsenal ferme, Xiang se mit à travailler pour un propriétaire terrien dans le Jiangxi, comme serviteur. Trois ans plus tard il fut recommandé par son employeur pour travailler dans une compagnie de transport maritime à Wuhan. Il obtint une promotion rapide d’officier en second au bout de quatre mois, puis officier en chef au bout de deux ans. Après plusieurs années de vie difficile, Xiang fut transféré sur un bateau de la compagnie Han Zhiping, et fut élu au syndicat de cette compagnie. En 1921, Xiang devint le vice-président du syndicat de Han Zhiping et rejoignit le PCC. 

### Ascension
Avec l’Expédition du Nord, l’armée du GMD prit une partie du Hubei et s’avança vers Wuhan. Pour soutenir cette action, Xiang et un autre activiste du PCC, Xu Baihao (许白昊) mobilisèrent les travailleurs pour faire grève contre les seigneurs de la guerre locaux, et établirent le syndicat ouvrier de la province du Hebei, ce qui aida la progression de l’armée du GMD. Xiang fut élu membre du comité central du PCC pour sa contribution. Xiang était un des activistes les plus connus avec Su Zhaozheng (苏兆征), Wang Hebo (王荷波) et Deng Pei (邓培). 
Lorsque l’alliance entre le PCC et le GMD devint incertaine, Xiang exprima son mécontentement, ce qui s’opposait à l’attitude de compromis de Chen Duxiu qui n’attachait que peu d’importance à l’opinion des dirigeants syndicaux. Le point de vue irréconciliable de Xiang fit grande impression au Komintern qui émit un télégramme le 14 juillet 1927 pour dénoncer les signes d’opportunisme des organes centraux du PCC dans sa politique de compromis avec le GMD et pour demander à tous les membres du PCC de lutter contre cet opportunisme. Le thème à défendre était que les « chefs des ouvriers et des paysans devaient avoir une influence décisive sur le PCC ».
Une des conséquences fut le renvoi de Chen Duxiu durant la conférence du PCC du 7 août 1927 et la sélection de Su et Xiang comme membres intérimaires du Bureau politique du PCC. Mais la nouvelle direction du PCC issue de la conférence du 7 août avec Qu Qiubai et Li Weihan (李维汉) était loin des objectifs du Komintern car dominée trop massivement par des intellectuels. 
En octobre 1927 le Komintern invita le PCC à envoyer une délégation à Moscou pour participer aux cérémonies du dixième anniversaire de la révolution d’octobre. Xiang fut choisi pour conduire cette délégation. 
Le 15 octobre 1927, Xiang et huit autres délégués s’embarquèrent pour l’Union soviétique.
Quand ils arrivèrent à Moscou ils furent chaleureusement reçus par leurs homologues russes. Xiang participa aux cérémonies de célébration et à plusieurs conférences du Komintern et donna des interviews à la radio. Son expérience et sa compréhension du mouvement ouvrier en Chine lui gagnèrent le respect du Komintern.
À la même époque, le politburo intérimaire du PCC eut une réunion prolongée à Shanghai avec Zhou Enlai et Luo Yinong, intellectuels nouvellement élus, et en l’absence de Wang Hebo qui venait d’être exécuté par le GMD et de Su qui était parti à Moscou comme délégué auprès du Komintern. Il n’y avait aucun représentant des travailleurs dans cet organe central du PCC, une violation directe de la politique du Komintern.
En janvier 1928 Xiang écrivit deux lettres à Staline et Nikolaï Boukharine, pour dénoncer les erreurs du PCC. Ces lettres attirèrent l’attention de Staline et de Boukharine. Alors en mars 1928 le Komintern demanda au PCC de tenir son sixième congrès à Moscou de manière à réarranger la direction du PCC. Lors de l’ouverture de ce congrès le 18 juin, Xiang fut nommé président des sessions d’ouverture et fermeture ce qui impliquait sa promotion. Durant le congrès, Xiang attaqua le « gauchisme » de Qu'Qiubai et le « droitisme » de Zhang Guotao, ce qui signifiait qu’il était le seul représentant orthodoxe de la révolution chinoise. Le jour avant la fin de la cérémonie de clôture de la cession de ce congrès, Pavel Mif, le vice directeur du département d’extrême orient du Komintern, et aussi le mentor des 28 bolcheviks fournit une liste de candidats pour le comité central du PCC de 36 membres, dont 22 ouvriers, qui obéissaient à la politique du Komintern. Xiang fut élu membre du Politburo et Secrétaire général du Parti communiste chinois, sans surprise, car parmi les 84 délégués qui participèrent au congrès, 50 d’entre eux étaient des prolétaires, alors que deux ans plus tôt 71 des 82 délégués étaient des intellectuels. Sans surprise, Zhou Enlai exprima son mépris en disant que ce sixième congrès était rempli par la foule (6e Politburo).

### Déclin et chute à Shanghai
Alors que Xiang fut élu Secrétaire général du Parti communiste chinois, il lui était inconcevable de rester à Moscou. Xiang revint donc à Shanghai pour s’occuper des activités journalières du PCC avec un nouveau membre du Politburo Cai Hesen et un membre supplétif, Li Lisan.
Après que Xiang fut responsable officiellement du siège du PCC en septembre 1928, il expulsa Cai comme membre du Politburo en raison de sa direction extrémiste de la division du PCC de Sunzi qui entraînait un mécontentement extrême auprès du centre. Ensuite Xiang publia une étude du Comité central du PCC pour tous les membres du PCC dans laquelle il stigmatisait les idées incorrectes que la révolution devrait corriger. Enfin Xiang proposa une série de réformes des organes du PCC, tels que la fusion des syndicats avec les comités d’ouvriers, des départements de propagande avec les comités paysans, l’établissement de comités militaires dans le Politburo et la prise de responsabilité du siège du PCC sur la division du Jiangsu. Cette dernière proposition fut contrée par Zhou Enlai.
Durant le règne de Xiang, Li Lisan joua un rôle de plus en plus important. Lorsque Xiang renvoya Cai, il choisit Li pour le remplacer et ce dernier devint un des quatre membres du Politburo et ministre de la propagande du PCC en 1928. Quand le bureau d’extrême orient du Komintern émit un ordre contre l’« anti-droitisme » et condamna le PCC pour être inefficace en ce sens en 1929, Xiang s’opposa à cette décision en précisant que Li était un candidat approprié pour faire le travail de communication. Lorsque Xiang envoya Zhou Enlai à Moscou pour de plus amples explications, Li remplaça Zhou dans les tâches d’organisation, ce qui lui permit de montrer ses talents.
Lorsque Xiang connut la décision du Komintern sur l’« anti-droitisme », il prétendit que la révolution chinoise était à son climax. Li tourna cet aveuglement en un extrémisme, qui fut plus tard appelé la route de Lisan, appelant pour une révolte armée dans les villes et une extension de la révolution dans l’ensemble du pays. À partir de 1930, la route de Lisan était mûre avec le support de Xiang. Le PCC abandonna les affaires courantes gérées par le siège au profit des divisions dans toutes les provinces avec une préparation d’une révolte tous azimuts en octobre. Mais le Komintern exprima son désaccord en disant qu’il établissait des politiques par lesquelles le PCC devrait se concentrer sur des révoltes dans une ou plusieurs provinces seulement. Xiang soutint Li en considérant que c’était le moment de faire la révolution chinoise. Après plusieurs échanges, la tension monta entre Xiang et le Komintern. Les suspicions et les critiques du PCC envers le Komintern apparaissaient comme une traîtrise aux yeux du Komintern.
Avec l’extrémisme et l’aveuglement de la route de Lisan, le PCC souffrit de larges pertes. Le Komintern renvoya Qu'Qiubai et Zhou Enlai en Chine pour appliquer ses politiques, et les 28 bolcheviks furent renvoyés par leur mentor pour prendre en charge la révolution chinoise et ils saisirent cette occasion pour dénoncer Li. Xiang et Li ne réalisaient pas le danger et critiquèrent profondément ces jeunes étudiants immatures. Alors le Komintern envoya un télégramme pour demander à Li de se rendre à Moscou pour faire son autocritique. Pavel Mif alla à Shanghai comme émissaire du Komintern. Sous la direction de Mif, la quatrième réunion plénière du sixième congrès national du PCC vit le remplacement de Li par le protégé de Mif, Wang Ming et ses compagnons du groupe des 28 bolcheviks. Bien que Xiang proposa sa démission, le Komintern et d’autres responsables du PCC comme Qu'et Zhou pensèrent que sa réputation en tant que dirigeant syndical pouvait être encore utile à la révolution, et ils refusèrent sa démission.
Le rôle de Xiang comme chef du parti prit fin, le travail principal du PCC passait des villes aux Soviets dans les provinces, domaine dans lequel Xiang n’avait aucune expérience. Devenant une marionnette, Xiang se détourna de l’action révolutionnaire et du communisme. Il s’intéressa aux femmes et à la vie luxueuse. Utilisant les deniers du parti, Xiang vécut dans une villa avec sa maîtresse, ce qui créa de nombreuses critiques de la part des membres du PCC et rendit Zhou Enlai nerveux dans sa tâche de protection des dirigeants. 
La vie extravagante de Xiang ne dura qu’un temps. L’arrestation et la renonciation d’un des principaux adjoints de Zhou, Gu Shunzhang （顾顺章), qui était le patron de la sécurité du PCC en 1931, entraîna l’arrestation de Xiang le 22 juin. Le GMD sachant que Xiang leur était inutile, Tchang Kaï-chek ordonna son exécution le lendemain.